# Passerelle de Trévoux
La passerelle de Trévoux est un petit pont suspendu traversant la Saône et reliant Trévoux dans l'Ain à Quincieux dans le Rhône. Elle est uniquement accessible aux piétons et aux cyclistes.
Elle est inscrite à l’inventaire national des monuments historiques.
La passerelle mesure 165 m.

## Histoire

### XIXesiècle
En 1842, la municipalité de Trévoux planifie la construction d'un pont suspendu sur la Saône. Sa construction selon les plans de l’ingénieur Paul-Léon Lehaître débutera en 1850 et sera achevée en 1851 : après une phase de test en février 1851, l'inauguration de la passerelle a lieu le 8 mai 1851.
De 1851 à 1889, un péage est établi pour le passage sur la passerelle.

### XXesiècle
Après la Seconde Guerre mondiale, les câbles sont remplacés.
En septembre 1978, un projet de destruction de la passerelle rencontre l'opposition des habitants.
En 1982, le tablier en bois et les câbles déposés sont démontés, mais dès 1986, le pont muni d'un nouveau tablier métallique en alliage d'aluminium est à nouveau opérationnel.

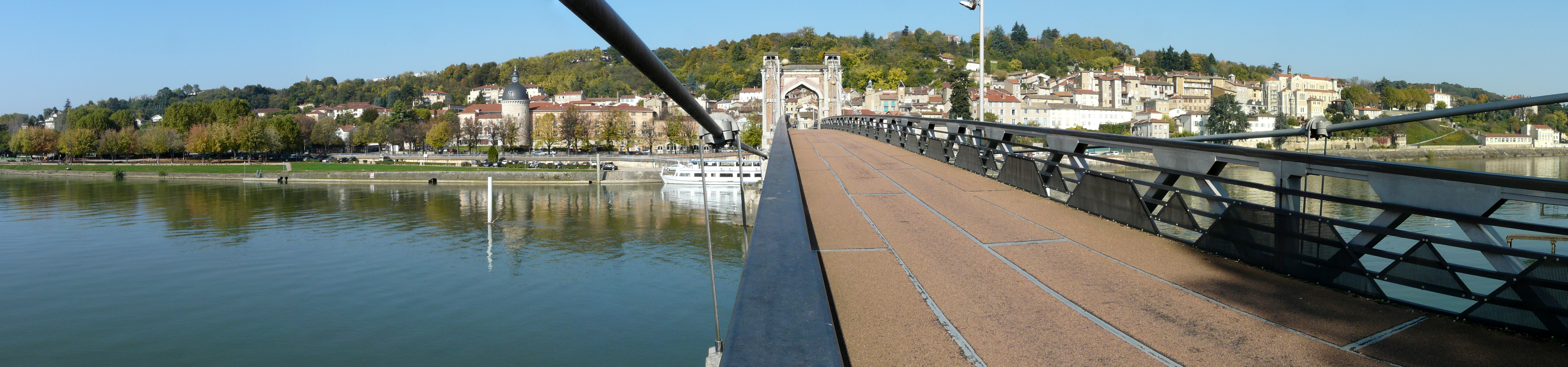
Vue de la passerelle.